# استان باتنه
باتْنه نام یکی از استان‌های کشور الجزایر است.